# Sant Bonet de Condat
Saint-Bonnet-de-Condat és un municipi francès situat al departament de Cantal i a la regió d'Alvèrnia-Roine-Alps. L'any 2007 tenia 151 habitants.

## Demografia

### Població
El 2007 la població de fet de Saint-Bonnet-de-Condat era de 151 persones. Hi havia 69 famílies de les quals 31 eren unipersonals (23 homes vivint sols i 8 dones vivint soles), 23 parelles sense fills, 11 parelles amb fills i 4 famílies monoparentals amb fills.
La població ha evolucionat segons el següent gràfic:
Habitants censats

### Habitatges
El 2007 hi havia 154 habitatges, 75 eren l'habitatge principal de la família, 66 eren segones residències i 13 estaven desocupats. 142 eren cases i 4 eren apartaments. Dels 75 habitatges principals, 61 estaven ocupats pels seus propietaris, 11 estaven llogats i ocupats pels llogaters i 3 estaven cedits a títol gratuït; 1 tenia una cambra, 10 en tenien dues, 21 en tenien tres, 20 en tenien quatre i 24 en tenien cinc o més. 34 habitatges disposaven pel capbaix d'una plaça de pàrquing. A 32 habitatges hi havia un automòbil i a 17 n'hi havia dos o més.

### Piràmide de població
La piràmide de població per edats i sexe el 2009 era:
| Homes | Edats   | Dones |
| ----- | ------- | ----- |
| 0     | 95 o +  | 4     |
| 0     | 90 a 94 | 0     |
| 0     | 85 a 89 | 0     |
| 0     | 80 a 84 | 0     |
| 8     | 75 a 79 | 8     |
| 12    | 70 a 74 | 4     |
| 8     | 65 a 69 | 4     |
| 8     | 60 a 64 | 12    |
| 4     | 55 a 59 | 0     |
| 4     | 50 a 54 | 4     |
| 0     | 45 a 49 | 8     |
| 12    | 40 a 44 | 8     |
| 4     | 35 a 39 | 4     |
| 8     | 30 a 34 | 8     |
| 4     | 25 a 29 | 0     |
| 0     | 20 a 24 | 8     |
| 8     | 15 a 19 | 4     |
| 8     | 10 a 14 | 4     |
| 0     | 5 a 9   | 0     |
| 8     | 0 a 4   | 0     |

## Economia
El 2007 la població en edat de treballar era de 86 persones, 60 eren actives i 26 eren inactives. De les 60 persones actives 56 estaven ocupades (37 homes i 19 dones) i 4 estaven aturades (2 homes i 2 dones). De les 26 persones inactives 11 estaven jubilades, 5 estaven estudiant i 10 estaven classificades com a «altres inactius».

### Ingressos
El 2009 a Saint-Bonnet-de-Condat hi havia 53 unitats fiscals que integraven 106 persones, la mediana anual d'ingressos fiscals per persona era de 11.446 €.

### Activitats econòmiques
Dels 5 establiments que hi havia el 2007, 1 era d'una empresa de comerç i reparació d'automòbils, 1 d'una empresa de transport, 2 d'empreses d'hostatgeria i restauració i 1 d'una empresa financera.
L'únic servei als particulars que hi havia el 2009 era un restaurant.
L'any 2000 a Saint-Bonnet-de-Condat hi havia 19 explotacions agrícoles que ocupaven un total de 1.020 hectàrees.

## Equipaments sanitaris i escolars
El 2009 hi havia una escola elemental integrada dins d'un grup escolar amb les comunes properes formant una escola dispersa.

## Poblacions més properes
El següent diagrama mostra les poblacions més properes.